# Comuna Morozivka, Pohrebîșce
Morozivka (în ucraineană Морозівка) este o comună în raionul Pohrebîșce, regiunea Vinnița, Ucraina, formată din satele Bohatîr, Buhnî și Morozivka (reședința).

## Demografie
Componența lingvistică a satului Morozivka
     Ucraineană (99,01%)
     Alte limbi (0,99%)
Conform recensământului din 2001, majoritatea populației satului Morozivka era vorbitoare de ucraineană (99,01%), existând în minoritate și vorbitori de alte limbi.